# Coupe d'Islande de football 2004
La coupe d'Islande 2004 de football (VISA-bikar karla 2004) est la 45e édition de la compétition.
Elle s'est achevée le 4 octobre 2004 par la victoire de l'ÍBK Keflavík sur le KA Akureyri.

## Déroulement de la compétition

### Quatrième tour
Les matchs de ce tour se sont déroulés les 2, 3 et 5 juillet 2004.
| Équipe 1                             | Score | Équipe 2                           |  |
| ÍBV Vestmannaeyjar (Landsbankadeild) | 1 - 0 | Stjarnan Garðabær (1. Deild)       |  |
| Fylkir Reykjavík (Landsbankadeild)   | 4 - 1 | UG Grindavík (Landsbankadeild)     |  |
| UMF Njarðvík (1. Deild)              | 1 - 3 | KR Reykjavík (Landsbankadeild)     |  |
| Þróttur Reykjavík (1. Deild)         | 0 - 1 | Valur Reykjavík (Landsbankadeild)  |  |
| FH Hafnarfjörður (Landsbankadeild)   | 1 - 0 | Afturelding Mosfellsbær (2. Deild) |  |
| HK Kópavogur (1. Deild)              | 1 - 0 | Reynir Sandgerði (3. Deild)        |  |
| Víkingur Reykjavík (Landsbankadeild) | 2 - 4 | KA Akureyri (Landsbankadeild)      |  |
| Fram Reykjavík (Landsbankadeild)     | 0 - 1 | ÍBK Keflavík (Landsbankadeild)     |  |

### Quarts de finale
Les matchs de ce tour ont été joués les 4 et 5 août 2004.
| Équipe 1                           | Score | Équipe 2                             |        |
| KR Reykjavík (Landsbankadeild)     | 1 - 3 | FH Hafnarfjörður (Landsbankadeild)   |        |
| HK Kópavogur (1. Deild)            | 1 - 0 | Valur Reykjavík (Landsbankadeild)    |        |
| Fylkir Reykjavík (Landsbankadeild) | 0 - 1 | ÍBK Keflavík (Landsbankadeild)       |        |
| KA Akureyri (Landsbankadeild)      | 0 - 0 | ÍBV Vestmannaeyjar (Landsbankadeild) | 3-0 ** |

 **  - après tirs au but 

### Demi-finales
Les matchs de ce tour ont été joués les 3 et 4 août 2005.
| Équipe 1                           | Score | Équipe 2                       |  |
| FH Hafnarfjörður (Landsbankadeild) | 0 - 1 | KA Akureyri (Landsbankadeild)  |  |
| HK Kópavogur (1. Deild)            | 0 - 1 | ÍBK Keflavík (Landsbankadeild) |  |

### Finale
Le match s'est joué le 2 octobre 2004 au Laugardalsvöllur de Reykjavik. 
| Équipe 1                      | Score | Équipe 2                       |
| KA Akureyri (Landsbankadeild) | 0-3   | ÍBK Keflavík (Landsbankadeild) |

## Source
- Résultats de la Coupe d'Islande 2004 sur le site de la fédération islandaise de football